# Bouzov
Bouzov település Csehországban, a Olomouci járásban. Bouzov Vysoká, Slavětín, Palonín, Pavlov, Loštice, Ludmírov, Luká, Hvozd, Bílá Lhota, Hartinkov és Vranová Lhota településekkel határos. Lakosainak száma 1594 fő (2024. január 1.).

## Népesség
A település lakosságának változását az alábbi diagram mutatja:
| Lakosok száma | 3255 | 3054 | 2847 | 1953 | 1621 | 1476 | 1531 | 1500 | 1504 | 1594 |
|               | 1869 | 1890 | 1921 | 1950 | 1980 | 2001 | 2017 | 2019 | 2022 | 2024 |